# 生きる LIVING
『生きる LIVING』（いきる リビング、原題：Living）は、2022年のイギリスのドラマ映画。1952年の黒澤明の日本映画『生きる』のリメイク作品で、オリヴァー・ハーマナスが監督、カズオ・イシグロが脚本を務めた。1953年のロンドンを舞台に、ビル・ナイが演じる官僚のウィリアムズが余命半年を宣告され、自分自身の人生を見つめ直す姿を描いている。
2022年1月21日に開催されたサンダンス映画祭でプレミア上映され、11月4日からイギリスで公開された。

## ストーリー
黒澤版とハーマナス版との違いについて、春日太一は「大きく変わっているのは、息子との関係だ。同居する息子の結婚相手に邪険にされ、息子も嫁側に付いているという設定は同じだ。ただ、嫁と組んで主人公を徹底的に邪魔者扱いしたオリジナル版に対し、今回はそこまではしていない」「主人公が雪の中を歌いながら公園のブランコをこぐという、オリジナル版を象徴する場面は今回もある。ただ、描かれる視点は少しだけ変えてある」と述べている。
1953年のロンドン。若いピーター・ウェイクリングは市役所の市民課に就職した。課長であるロドニー・ウィリアムズは大変な堅物（かたぶつ）で他人を寄せ付けず、部下たちは冗談を言うことも控えていた。ある日、陳情書を持ち込む婦人たち。汚水まみれの小さな資材置き場を子供たちの遊び場に変えて欲しいという陳情で、彼女たちは何ヶ月もたらい回しにされながら市役所に通い続けていた。しかし、無表情なまま陳情書を未決の棚に放り込むロドニー。
ある日、医者から末期ガンを宣告されるロドニー。寿命は半年か長くて九ヶ月だった。同居の息子夫婦に話そうとするが、日頃から疎遠で言いそびれるロドニー。彼は初めて役所を無断欠勤し、海辺のリゾート地に行って羽目を外した。だが、性に合わずにロンドンに戻り、出勤するふりをして町をさ迷い歩くロドニー。
町でロドニーを見かけ、声をかける部下のマーガレット。カフェに転職して副店長になるという陽気なマーガレットを食事に誘うロドニー。その姿を見た近所の噂好きの主婦が息子の嫁に告げ口し、浮気を疑う息子夫婦。父親に意見しようと意気込むが、厳格な父を前にすると息子は何も言えなかった。
3週間も無断欠勤を続けた末に、マーガレットが転職したカフェに行くロドニー。マーガレットはウェイトレスとして働いていた。「副店長」は店員募集のセールストークだったのだ。時間の潰し方が分からないからと、マーガレットをデートに誘うロドニー。仕事をサボることに反対なマーガレットに末期ガンだと打ち明け、明るく前向きな彼女のように一日でも生きたいと話すロドニー。翌朝、役所に復帰したロドニーは人が変わったように意気込んで、土砂降りの中、陳情されていた遊び場の現場に向った。
ロドニーの葬儀に集い故人を偲ぶ人々。陳情した婦人たちはロドニーが一人で遊ぶ場を作ったと彼を讃えたが、手柄は他の部署やお偉方に横取りされていた。ロドニーは他の部署に苦労して話を通し、渋る役人たちやお偉方を説得して遊び場を作り上げたのだ。
夜、ロドニーの遊び場に行く新入りの部下ピーター。職務質問して来た巡査は彼がロドニーの部下だと知ると、ロドニーが亡くなった晩の話をした。雪の降る中、ロドニーは遊び場のブランコを漕ぎ歌を歌っていた。その姿が幸せそうだったので帰宅を促さなかったと悔やむ巡査。ロドニーはその直後に亡くなったのだ。ロドニーは凍死ではなく末期ガンだったことを告げ、最高に幸せだったのだとピーターは巡査を慰めた。

## キャスト
- ロドニー・ウィリアムズ - ビル・ナイ
- マーガレット・ハリス - エイミー・ルー・ウッド（英語版）
- ピーター・ウェイクリング - アレックス・シャープ
- サザーランド - トム・バーク
- ミドルトン - エイドリアン・ローリンズ（英語版）
- ラスブリッジャー - ヒューバート・バートン
- ハート - オリヴァー・クリス
- ジェームズ卿 - マイケル・コクラン（英語版）
- シン - アーナント・ヴァルマン
- マクマスターズ夫人 - ゾーイ・ボイル（英語版）
- スミス夫人 - リア・ウィリアムズ（英語版）
- ポーター夫人 - ジェシカ・フラッド
- フィオナ・ウィリアムズ - パッツィ・フェラン（英語版）
- マイケル・ウィリアムズ - バーニー・フィッシュウィック
- ブレイク夫人 - ニコラ・マコーリフ（英語版）

## 製作
2020年10月、ビル・ナイとエイミー・ルー・ウッドの主演が決定し、プロジェクトの製作が発表された。2020年12月、ライオンズゲートUKが英国での配給権を獲得した。2021年6月、英国で主要撮影が始まり、アレックス・シャープとトム・バークが本作に参加することが発表され、本作からの最初の画像が公開された。また、原作の配給元である東宝が日本での配給権を取得したことも発表された。ロンドン・カウンティ・ホールは、本作に資金を提供するほか、ロケ地として背景も提供している。

## 公開
2022年1月にサンダンス映画祭でプレミア上映され、ソニー・ピクチャーズ クラシックスが北米・ラテンアメリカ・インド・北欧・東欧・ドイツ・南アフリカ・東南アジアの配給権と各国の航空会社の機内上映権を取得したことが発表された。同年10月にロンドン映画祭で上映され、11月6日にはAFI映画祭の一環としてグローマンズ・チャイニーズ・シアターでも上映されている。イギリスでは11月4日に公開され、アメリカでは12月23日に限定公開された。

## 評価

### 批評
Rotten Tomatoesでは160件の批評が寄せられ支持率95%、平均評価7.8/10となっており、批評家の一致した見解は「『生きる LIVING』は、黒澤明の古典名作をリメイクするという高いハードルを自らに課し、それに対してオリヴァー・ハーマナス監督と名優ビル・ナイは見事にハードルを飛び越えて勝利を収めた」となっている。Metacriticでは38件の批評に基づき80/100の評価を与えている。

### 受賞・ノミネート
| 映画賞                                                   | 授賞式          | 部門                              | 対象                                                                                          | 結果       | 出典          |
| -------------------------------------------------------- | --------------- | --------------------------------- | --------------------------------------------------------------------------------------------- | ---------- | ------------- |
| 第13回ハリウッド・ミュージック・イン・メディア・アワード | 2022年 11月16日 | インディペンデント映画部門作曲賞  | エミリー・レヴィネイズ＝ファルーシュ                                                          | 受賞       | [ 14 ]        |
| 第25回英国インディペンデント映画賞                       | 2022年 12月4日  | 作品賞                            | - オリヴァー・ハーマナス - カズオ・イシグロ - スティーヴン・ウーリー - エリザベス・カールセン | ノミネート | [ 15 ] [ 16 ] |
| 第25回英国インディペンデント映画賞                       | 2022年 12月4日  | 監督賞                            | オリヴァー・ハーマナス                                                                        | ノミネート | [ 15 ] [ 16 ] |
| 第25回英国インディペンデント映画賞                       | 2022年 12月4日  | 主演俳優賞                        | ビル・ナイ                                                                                    | ノミネート | [ 15 ] [ 16 ] |
| 第25回英国インディペンデント映画賞                       | 2022年 12月4日  | 助演俳優賞                        | エイミー・ルー・ウッド                                                                        | ノミネート | [ 15 ] [ 16 ] |
| 第25回英国インディペンデント映画賞                       | 2022年 12月4日  | 脚本賞                            | カズオ・イシグロ                                                                              | ノミネート | [ 15 ] [ 16 ] |
| 第25回英国インディペンデント映画賞                       | 2022年 12月4日  | キャスティング賞                  | キャリーン・クロフォード                                                                      | ノミネート | [ 15 ] [ 16 ] |
| 第25回英国インディペンデント映画賞                       | 2022年 12月4日  | 衣装デザイン賞                    | サンディ・パウエル                                                                            | ノミネート | [ 15 ] [ 16 ] |
| 第25回英国インディペンデント映画賞                       | 2022年 12月4日  | 音楽監修賞                        | ルパート・ホリアー                                                                            | ノミネート | [ 15 ] [ 16 ] |
| 第25回英国インディペンデント映画賞                       | 2022年 12月4日  | プロダクションデザイン賞          | ヘレン・スコット                                                                              | 受賞       | [ 15 ] [ 16 ] |
| 第94回ナショナル・ボード・オブ・レビュー賞               | 2022年 12月8日  | インディペンデント映画トップ10    | 生きる LIVING                                                                                 | 受賞       | [ 17 ]        |
| 第48回ロサンゼルス映画批評家協会賞                       | 2022年 12月11日 | 主演俳優賞                        | ビル・ナイ                                                                                    | 受賞       | [ 18 ]        |
| 第35回シカゴ映画批評家協会賞                             | 2022年 12月14日 | 主演男優賞                        | ビル・ナイ                                                                                    | ノミネート | [ 19 ]        |
| 第17回ダブリン映画批評家協会賞                           | 2022年 12月15日 | 作品賞                            | 生きる LIVING                                                                                 | 第5位      | [ 20 ]        |
| 第17回ダブリン映画批評家協会賞                           | 2022年 12月15日 | 監督賞                            | オリヴァー・ハーマナス                                                                        | 第6位      | [ 20 ]        |
| 第17回ダブリン映画批評家協会賞                           | 2022年 12月15日 | 主演男優賞                        | ビル・ナイ                                                                                    | 第2位      | [ 20 ]        |
| 第17回ダブリン映画批評家協会賞                           | 2022年 12月15日 | 撮影賞                            | ジェイミー・D・ラムジー                                                                       | 第9位      | [ 20 ]        |
| 第28回ダラス・フォートワース映画批評家協会賞             | 2022年 12月19日 | 主演男優賞                        | ビル・ナイ                                                                                    | 第4位      | [ 21 ]        |
| 第16回EDA賞                                              | 2023年 1月5日   | 主演男優賞                        | ビル・ナイ                                                                                    | ノミネート | [ 22 ]        |
| 第57回全米映画批評家協会賞                               | 2023年 1月7日   | 主演男優賞                        | ビル・ナイ                                                                                    | 第3位      | [ 23 ]        |
| 第21回サンフランシスコ・ベイエリア映画批評家協会賞       | 2023年 1月9日   | 主演男優賞                        | ビル・ナイ                                                                                    | ノミネート | [ 24 ]        |
| 第21回サンフランシスコ・ベイエリア映画批評家協会賞       | 2023年 1月9日   | 脚色賞                            | カズオ・イシグロ                                                                              | ノミネート | [ 24 ]        |
| 第80回ゴールデングローブ賞                               | 2023年 1月10日  | 主演男優賞 (ドラマ部門)           | ビル・ナイ                                                                                    | ノミネート | [ 25 ]        |
| 第28回クリティクス・チョイス・アワード                   | 2023年 1月15日  | 主演男優賞                        | ビル・ナイ                                                                                    | ノミネート | [ 26 ]        |
| 第28回クリティクス・チョイス・アワード                   | 2023年 1月15日  | 脚色賞                            | カズオ・イシグロ                                                                              | ノミネート | [ 26 ]        |
| 第43回ロンドン映画批評家協会賞                           | 2023年 2月5日   | 作品賞                            | 生きる LIVING                                                                                 | ノミネート | [ 27 ] [ 28 ] |
| 第43回ロンドン映画批評家協会賞                           | 2023年 2月5日   | ブリティッシュ/アイリッシュ作品賞 | 生きる LIVING                                                                                 | ノミネート | [ 27 ] [ 28 ] |
| 第43回ロンドン映画批評家協会賞                           | 2023年 2月5日   | 主演男優賞                        | ビル・ナイ                                                                                    | ノミネート | [ 27 ] [ 28 ] |
| 第43回ロンドン映画批評家協会賞                           | 2023年 2月5日   | ブリティッシュ/アイリッシュ俳優賞 | ビル・ナイ                                                                                    | 受賞       | [ 27 ] [ 28 ] |
| 第76回英国アカデミー賞                                   | 2023年 2月19日  | 主演男優賞                        | ビル・ナイ                                                                                    | ノミネート | [ 29 ]        |
| 第76回英国アカデミー賞                                   | 2023年 2月19日  | 脚色賞                            | カズオ・イシグロ                                                                              | ノミネート | [ 29 ]        |
| 第76回英国アカデミー賞                                   | 2023年 2月19日  | 英国作品賞                        | - オリヴァー・ハーマナス - エリザベス・カールセン - スティーヴン・ウーリー - カズオ・イシグロ | ノミネート | [ 29 ]        |
| 第29回全米映画俳優組合賞                                 | 2023年 2月26日  | 主演男優賞                        | ビル・ナイ                                                                                    | ノミネート | [ 30 ]        |
| 第27回サテライト賞                                       | 2023年 3月3日   | ドラマ部門作品賞                  | 生きる LIVING                                                                                 | ノミネート | [ 31 ] [ 32 ] |
| 第27回サテライト賞                                       | 2023年 3月3日   | 主演男優賞                        | ビル・ナイ                                                                                    | ノミネート | [ 31 ] [ 32 ] |
| 第27回サテライト賞                                       | 2023年 3月3日   | 脚色賞                            | カズオ・イシグロ                                                                              | ノミネート | [ 31 ] [ 32 ] |
| 第27回サテライト賞                                       | 2023年 3月3日   | 衣装デザイン賞                    | サンディ・パウエル                                                                            | ノミネート | [ 31 ] [ 32 ] |
| USCスクリプター賞                                        | 2023年 3月4日   | 映画部門脚色賞                    | カズオ・イシグロ                                                                              | ノミネート | [ 33 ] [ 34 ] |
| 第95回アカデミー賞                                       | 2023年 3月12日  | 主演男優賞                        | ビル・ナイ                                                                                    | ノミネート | [ 35 ]        |
| 第95回アカデミー賞                                       | 2023年 3月12日  | 脚色賞                            | カズオ・イシグロ                                                                              | ノミネート | [ 35 ]        |